# 山口和彦
山口 和彦 (やまぐち かずひこ、1937年2月5日 - ) は、日本の映画監督・脚本家・テレビドラマの監督。長崎県長崎市出身。

## 来歴
長崎県立長崎西高等学校を経て、早稲田大学進学。卒業後、東映へ入社。東映東京撮影所に配属され、千葉真一主演映画の助監督やテレビドラマの助監督で経験を重ねる。1970年の『ずべ公番長シリーズ』で監督・脚本を始める。シリーズ物としては任侠映画で梶芽衣子の『銀蝶シリーズ』、アクション映画では志穂美悦子の『女必殺拳シリーズ』や千葉真一の『けんか空手シリーズ』などのカラテ映画を手掛け、東映ポルノも数本撮っている。東映製作のテレビドラマでは『アイフル大作戦』を皮切りに、1984年の『スクール☆ウォーズ』以降は大映テレビでも監督をしている。

## 作品
☆は助監督。※は脚本兼。

### 映画
- 太陽に突っ走れ （1966年・東映） ☆
- 黄金バット （1966年・東映） ☆
- 不良番長 猪の鹿お蝶 （1969年・東映） ☆
- ずべ公番長シリーズ（東映）
  - ずべ公番長 夢は夜ひらく （1970年） ※
  - ずべ公番長 東京流れ者 （1970年） ※
  - ずべ公番長 はまぐれ数え唄 （1971年） ※
  - ずべ公番長　ざんげの値打ちもない （1971年） ※
- 悪の親衛隊 （1971年・東映） ※
- 銀蝶シリーズ（東映）
  - 銀蝶渡り鳥 （1972年） ※
  - 銀蝶流れ者 牝猫博奕 （1972年） ※
- 夜の歌謡シリーズ 女のみち （1973年・東映）
- ネオンくらげ 新宿花電車 （1973年・東映） ※
- 色情トルコ日記 （1974年・東映）
- 女必殺拳シリーズ（東映）
  - 女必殺拳 （1974年）
  - 女必殺拳 危機一発 （1974年）
  - 帰って来た女必殺拳 （1975年）
- 怪猫トルコ風呂 （1975年・東映）
- ウルフガイ 燃えろ狼男 （1975年・東映）
- けんか空手シリーズ（東映）
  - けんか空手 極真拳 （1975年）
  - けんか空手 極真無頼拳 （1975年）
  - 空手バカ一代 （1977年）
- 殺人拳シリーズ（東映）
  - 子連れ殺人拳 （1976年）
- 武闘拳 猛虎激殺! （1976年・東映）
- 世界最強の格闘技 殺人空手 （1976年・東映） ※
- サーキットの狼 （1977年・東映） ※
- こちら葛飾区亀有公園前派出所 （1977年・東映）
- 多羅尾伴内 鬼面村の惨劇 （1978年・東映）
- ビッグマグナム 黒岩先生 （1985年・東映）
- 菩提樹 リンデンバウム （1988年・東映）
- 爆走！ムーンエンジェル　北へ （1996年・東映）

### テレビドラマ
- 忍者ハットリくん (実写版) （1966年 - 1968年、NET・東映京都テレビプロ） ☆
- アイフル大作戦 （1973年 - 1974年、TBS・東映）
- バーディー大作戦 （1974年 - 1975年、TBS・東映）
- Gメン'75 （1975年 - 1982年、TBS ・東映）
- スクール☆ウォーズシリーズ[注釈 1] （TBS・大映テレビ）
  - スクール☆ウォーズ 〜泣き虫先生の7年戦争〜 （1984年 - 1985年）
  - スクール☆ウォーズ2 （1990年 - 1991年）
- 乳姉妹 （1985年、TBS・大映テレビ）
- ポニーテールはふり向かない （1985年 - 1986年、TBS・大映テレビ）
- 天使のアッパーカット （1986年、TBS・大映テレビ）
- おんな風林火山 （1986年 - 1987年、TBS・大映テレビ）
- さすらい刑事旅情編II - VII　（1989年 - 1995年、テレビ朝日・東映）